# Perrhybris pamela flava
Perrhybris pamela flava é uma subespécie de Perrhybris pamela, uma borboleta neotropical da família dos pierídeos (Pieridae), subfamília dos pieríneos (Pierinae). É endêmica do Brasil e foi registrada nos estados da Bahia e Espírito Santo (municípios de Santa Leopoldina e Serra). Seu habitat é a floresta primária dentro do bioma da Mata Atlântica. Apresenta dimorfismo sexual, com a coloração geral, com o macho apresentando face dorsal amarela e ápice da asa anterior e margem externa da asa posterior preta. A fêmea, por sua vez, é mimética com espécies do gênero Heliconius, apresentando linhas longitudinais alaranjadas. Sua situação é critica devido à perda de habitat e desmatamento. Em 2005, foi avaliada como criticamente em perigo na Lista de Espécies da Fauna Ameaçadas do Espírito Santo; em 2014, como criticamente em perigo na Portaria MMA N.º 444 de 17 de dezembro de 2014; e em 2018, como criticamente em perigo no Livro Vermelho da Fauna Brasileira Ameaçada de Extinção do Instituto Chico Mendes de Conservação da Biodiversidade (ICMBio).